# Il comportamento sessuale delle studentesse
Il comportamento sessuale delle studentesse è un film del 1973 diretto da Ernst Hofbauer e Walter Boos.
Si tratta del quinto film della fortunata serie Schulmädchen-Report, basata sull'omonimo libro di Günther Hunold e Kurt Seelmann.

## Trama
Le avventure sessuali di giovani studentesse sono raccontate in sette episodi:
- Durante una gita scolastica tre studentesse seducono il loro insegnante timido.
- Approfittando del fatto che i suoi genitori sono ad una festa, la studentessa Margit inizia una relazione con suo nonno. Scoperta la cosa, i genitori della ragazza accusano l'anziano di averla sedotta.
- Due giovani, Peter e Gaby, hanno problemi a fare sesso. Riusciranno a farcela solamente dopo che Peter è stato a letto con la zia cinquantenne e Gaby con il signor Forstmann, un suo coinquilino single di mezza età.
- Erika seduce il suo professore che però è anche un sacerdote.
- Due idraulici assunti per compiere dei lavori nel bagno della palestra di una scuola vengono sedotti dalle studentesse Uschi e Inge.
- Steffi incontra Edgar, un uomo sposato, in un bar e perde la verginità con lui. Quando lui la lascia, diventa una ragazza promiscua ed inizia a fare sesso con molti uomini. Invitata ad una festa dai suoi compagni di classe maschi sessualmente frustrati, viene da essi violentata.
- La sensibile Ruth viene continuamente presa in giro dalle sue amiche perché è ancora vergine. Quando la ragazza scommette con loro che andrà presto a letto con un uomo, le sue amiche assumono il donnaiolo Henry affinché ci provi con lei. Ma tra Ruth e Henry nascerà l'amore.

## Distribuzione
Il film venne distribuito nei cinema della Germania Ovest dal 13 aprile 1973 dalla Constantin Film.
In Italia il film sarà distribuito nei cinema solo nel 1979 dalla Nimolfilm.